# Gösta Belfrage (direktör)
För andra personer med samma namn, se Gösta Belfrage
Lars Gösta Belfrage, född 21 december 1914 i Engelbrekts församling, Stockholm, död 3 mars 2000 i Säffle församling i Värmlands län, var en svensk jurist och direktör.
Gösta Belfrage var son till bankdirektören Åke Belfrage och Karin Almqvist samt bror till epidemiologen Sven Belfrage och farbror till professor Per Belfrage. Vidare var han sonson till läkaren och politikern Fritz Belfrage och brorson till Erik Belfrage, också han läkare.
Efter akademiska studier blev han juris kandidat 1941 varpå han gjorde tingstjänstgöring vid Södertörns domsaga 1941–1943. Han kom till kammarrätten 1944 och till advokatfirman Lagerlöf i Stockholm samma år, blev därefter ombudsman vid AB Mölnbacka-Trysil 1945 och vid Billeruds AB från 1955, där han senare blev direktör. Han var riddare av Vasaorden (RVO).
Gösta Belfrage gifte sig 1943 med Birgitta Thorén (1918–1997) och de fick barnen Göran Belfrage (född 1946), Lena Belfrage (1949–1987) och Hjalmar Belfrage (född 1951).
Han är tillsammans med hustrun begravd på Göteborgs västra kyrkogård.